# Dýmky (film)
Dýmky jsou česko-rakouský povídkový film, který natočil v roce 1966 režisér Vojtěch Jasný na motivy tří povídek ruského spisovatele Ilji Erenburga, jehož sbírka Třináct dýmek vyšla v roce 1923. Jednotlivé povídky této sbírky jsou věnovány příběhům, v nichž jsou hlavními postavami kuřáci dýmek; Vojtěch Jasný si vybral tři z těchto příběhů, nazvané „Dýmka hercova“, „Dýmka lordova“ a „Dýmka svatého Huberta“ (původně měla být zfilmována ještě povídka „Dýmka kapitánova“).

## Povídky

### Dýmka hercova
Zpracování povídky je pojato jako film ve filmu, kdy se střídá černobílý němý film s barevným širokoúhlým filmem. Příběh vypráví o dvojici herců, Georgeovi (Walter Giller) a jeho ženě Mary (Gitte Haenningová), kteří jsou v éře černobílého filmu angažováni do hlavních rolí filmu Lidé a vlci. Děj natáčeného filmu je zasazen do prostředí lovců kožešin. George si koupí novou dýmku, která se mu zdá vhodná pro jeho roli, a do této role se zcela vžije. Po problémech při natáčení, kdy dokonce zmlátí svého filmového soka Pokera (Juraj Herz), ale produkční firma George i Mary propustí. George stále nedokáže rozlišovat mezi filmem a skutečností a když pak najde Mary v Pokerově objetí, zastřelí ho. Je za to odsouzen, ale protože se pořád domnívá, že jde o natáčení, dýmku před svou popravou odloží: dým mu přece nesmí zahalit tvář.

### Dýmka lordova
Na scénáři této povídky spolupracoval Adolf Hoffmeister. Příběh je o tom, jak o svatební noci dá lord Edward Grayton (Richard Münch) přednost zakuřování své nové a nejdražší dýmky „straight grain“, místo aby se věnoval lady Mary, své mladé a půvabné novomanželce (Jana Brejchová). Brzy poté pozve Edward na zámek svého přítele, mladého lorda Williama (Vít Olmer), a sám odjede do Londýna. Když se vrátí, najde ženu v objetí nikoliv lorda Williama, ale psáře Johna (Jan Kačer). Následující den se Edward s Mary vydá na cestu kolem světa a svou nejdražší dýmku pošle psáři Johnovi. 

### Dýmka svatého Huberta
Na samotě kdesi v Alpách žije myslivec Kurt (Gerhard Riedmann) se svou půvabnou ženou Elsou (Vivi Bachová). Je ale nečekaně jako voják povolán do války a doma nechá jak Elsu, tak i svou porcelánovou dýmku. Na samotě se jednoho dne objeví uprchlý italský zajatec Marcello (Waldemar Matuška), kterému už dlouho opuštěná Elsa poskytne nejen své lože, ale i manželovu dýmku. Když se neočekávaně Kurt vrátí, Marcello stačí vyskočit oknem, a zapálenou dýmku Elsa zastrčí do úst dřevěné soše svatého Huberta. Manžela přesvědčuje, že svatý Hubert kouří; když se pak Elsa v noci probudí a podívá se na sochu, s úžasem vidí, že skutečně pokuřuje.

## Obsazení
V mezinárodním hereckém obsazení se vedle českých představitelů objevilo i několik rakouských, německých a dánských herců. Ve filmu si zahráli: Walter Giller, Gitte Hænningová, Juraj Herz, Václav Lohniský, Josef Hlinomaz, Vladimír Hrubý, Stanislav Litera, Jaroslav Štercl, Karel Effa, Vladimír Menšík, Oldřich Velen, Richard Münch, Jana Brejchová, Vít Olmer, Jan Kačer, Jana Andresíková, Gerhard Riedmann, Waldemar Matuška, Vivi Bachová, Nadja Tillerová, Adolf Filip, Vladimír Ptáček, Josef Elsner, František Hanus, Zdeněk Řehoř.